# تپه چغا خندق (حاج خدیجه)
تپه چغا خندق (حاج خدیجه) مربوط به دوران‌های تاریخی پس از اسلام است و در جنوب غربی خرم‌آباد، منطقه اسپستان واقع شده و این اثر در تاریخ ۲۵ اسفند ۱۳۷۹ با شمارهٔ ثبت ۳۰۵۶ به‌عنوان یکی از آثار ملی ایران به ثبت رسیده است.